# كربيد التانتالوم
كربيد التنتالوم مادة خزفية لها القدرة على تحمل الحرارة , تستخدم تجاريا في تصنيع أدوات القطع وذلك لصلابتها التي تجاوزت صلابة الألماس, وتستخدم أحيانا كمادة مضافة إلى البناء البلوري لسبائك كربيد التنجستن .
تعتبر مادة كربيد التنتالوم- الجرافيت التي قدمها مختبر لوس ألاموس الوطني واحدة من أصعب المواد المركبة

## مميزات
- يتميز كربيد التنتالوم بارتفاع نقطة الانصهار 4,150 K (3,880 °C) [2]
- مركب مكون من مجموعة العناصر المتحدة TaC0.89 درجة انصهاره أعلى من TaC تقارب 4,270 K (4,000 °C) [3]
- القوالب المغلفة بكربيد التنتالوم لها معامل احتكاك منخفض

مسحوق كربيد التنتالوم مادة قابلة للاشتعال عند تعرضه لغازات مشتعلة مثل الأكسجين , ولتفادي ذلك يجب عزلة عنها.